# Елвуд (Канзас)
Елвуд (енгл. Elwood) град је у америчкој савезној држави Канзас.

## Демографија
По попису из 2010. године број становника је 1.224, што је 79 (6,9%) становника више него 2000. године.
| Група             | 2000.         | 2010.         |
| Белци             | 1.014 (88,6%) | 1.024 (83,7%) |
| Афроамериканци    | 76 (6,6%)     | 82 (6,7%)     |
| Азијати           | 5 (0,4%)      | 2 (0,2%)      |
| Хиспаноамериканци | 17 (1,5%)     | 54 (4,4%)     |
| Укупно            | 1.145         | 1.224         |